# Височински край
Височинският край (на чешки: Kraj Vysočina или Vysočina) е един от краевете на Чешката република. Разположен е в централната част на Чехия в историческите региони Моравия и Бохемия. Административен център  е град Ихлава. Код по NUTS – CZ063.

## География
Височинският край граничи с Южноморавския край на изток, Средночешки край и Пардубицки край на север, и с Южночешкия край на запад.  На юг се приближава до границата с Австрия, но не я достига.
С площ от 6796 km² Височинският край се нарежда на 9-о място по територия в Чехия. Цялата територия на края се намира в областта на Чешкоморавското възвишение. На юг включва западната част на Йевишовицкото и северната част на Яворжицкото възвишение, в западната част се намира Кржемешницката планина, на северозапад е разположено Горносазавското възвишение, на север са Ждярските хълмове с Горносвратечкото възвишение, а на изток и в средната част на края е Кржижановската планина. Най-високата точка е връх Яворжице (836 метра). Само метър по-нисък е връх Деветте скали – най-високото масто на Ждярските хълмове.
През Височинския край минават европейските пътища E50 и E65.

## Административно деление
Височинският край се състои от 5 окръга, които на свой ред се делят на 15 общини с разширени правомощия и 26 общини.
| Окръг            | Площ, km² | Население, души (2011) | Населени места |
| ---------------- | --------- | ---------------------- | -------------- |
| Хавличкув Брод   | 1264,95   | 94 217                 | 120            |
| Ихлава           | 1199,32   | 110 522                | 123            |
| Пелхржимов       | 1290,00   | 71 914                 | 120            |
| Тршебич          | 1463,07   | 111 693                | 167            |
| Ждяр над Сазавоу | 1578,51   | 117 219                | 174            |

## Население
Населението на Височинския край през януари 2016 е 509 475 жители – 9-о място в Чехия.

### Етнически състав през 2001 г.
Численост и дял на етническите групи според преброяването на населението през 2001 г.:
|            | Численост | Дял (в %) |
| Общо       | 519 211   | 100.00    |
| Чехи       | 475 954   | 91.66     |
| Моравци    | 26 145    | 5.03      |
| Словаци    | 3732      | 0.71      |
| Украинци   | 703       | 0.13      |
| Германци   | 319       | 0.06      |
| Виетнамци  | 290       | 0.05      |
| Цигани     | 258       | 0.04      |
| Поляци     | 258       | 0.04      |
| Руснаци    | 174       | 0.03      |
| Силезци    | 42        | > 0.01    |
| Други      | 1433      | 0.27      |
| Неизвестни | 9903      | 1.90      |

## Стопанство
Икономически Височинският край е под средното ниво за страната. БВП на района съставя 4,2% от БВП на Чехия, което му отрежда 11-о място в страната. По БВП на човек от населението краят е на 7-о място. Средната заплата за 2005 г. е 16 294 чешки крони. Безработицата е 8,23%.